# Joachim Jose

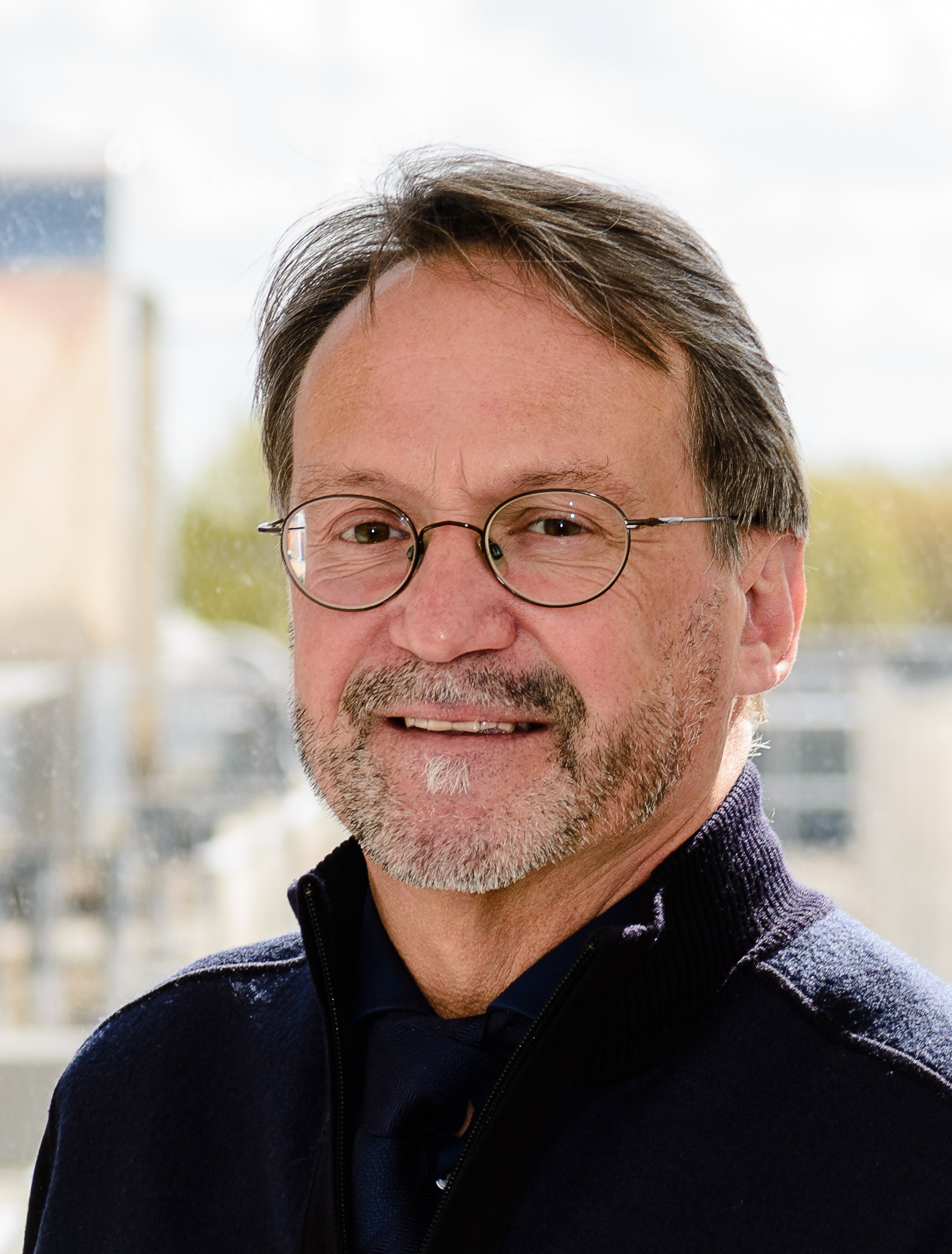
Joachim Jose (2017)

Joachim Jose (* 12. Januar 1961 in Quierschied) hat einen Lehrstuhl für Pharmazeutische und Medizinische Chemie an der Universität Münster und konzentriert sich vor allem auf die Erforschung der evolutiven Entwicklung von Wirkstoffen und Biokatalysatoren durch bakterielles Surface Display.

## Leben
Joachim Jose studierte Biologie an der Universität des Saarlandes, Saarbrücken, und promovierte 1994 mit einer Arbeit über die Struktur und den Reaktionsmechanismus der bakteriellen Ureasen.
Während seiner Zeit als Post-Doc in der Gruppe von Thomas F. Meyer am Max-Planck-Institut für Biologie in Tübingen, war er in erster Linie an der Entdeckung und Beschreibung einer neuen Familie von Sekretionsproteinen, den Autotransportern, beteiligt. Der Name „Autotransporter“ wurde erstmals in seiner Publikation zusammen mit F. Jähnig und T. F. Meyer 1995 erwähnt.
Von 1998 bis 2003 war er Wissenschaftlicher Assistent (C1) in der Gruppe von Rolf W. Hartmann, Pharmazeutische und Medizinische Chemie an der Universität des Saarlandes und habilitierte mit seiner Arbeit über die evolutive Entwicklung von Medikamenten und Biokatalysatoren durch bakterielle Oberflächenexpression.
Im Jahr 2004 nahm Joachim Jose ein Angebot der Heinrich-Heine-Universität Düsseldorf für eine Professur (C3) in der Bioanalytik am Institut für Pharmazeutische und Medizinische Chemie an, wo er zum Leiter des Instituts im Jahr 2008 ernannt wurde. Seit März 2011 ist er Professor (W3) am Lehrstuhl für Pharmazeutische und Medizinische Chemie an der Universität Münster. Von 2020 bis 2022 war er Dekan des Fachbereichs 12 – Chemie und Pharmazie der Universität Münster. Zu seinen Auszeichnungen gehören der GDCh/DPhG Innovation Award in der Medizinischen Chemie im Jahre 1998, der SaarLB Wissenschaftspreis im Jahr 2004 und der Phoenix-Pharmazie-Wissenschaftspreis im Jahr 2023. Darüber hinaus wurde er im Jahr 2009 als korrespondierendes Mitglied der National Academy of Pharmacy in Frankreich ausgezeichnet.
Joachim Jose ist Mitgründer von zwei Start-up-Unternehmen im Bereich „Wirkstoff-Screening und Selektion“ („Pharmacelsus“, gegründet im Jahr 2000) und „Biokatalytische Synthese und evolutive drug design“ („Autodisplay Biotech“, 2008).
Seine Forschung konzentriert sich hauptsächlich auf die Anwendung von „Autodisplay“, einer Technologie-Plattform, die in seiner Gruppe entwickelt wurde und auf der Grundlage des Autotransporter-Sekretionsmechanismus basiert. Aktuelle Anwendungen umfassen die Expression von humanen Zielenzymen für Inhibitor-Tests, evolutive Entwicklung von Arzneimitteln durch library expression und HT-Screening, biokatalytische Synthese von Medikamenten und Bausteine sowie die Entwicklung von Biosensoren durch Membrantechnologien. Joachim Jose ist verheiratet und hat einen Sohn.

## Wissenschaftliche Auszeichnungen
- 1998 Innovationspreis für medizinische Chemie, gemeinsam verliehen durch GDCh und DPhG
- 2004 Wissenschaftspreis der SaarLB[4]
- 2009 Wahl zum korrespondierenden Mitglied der French National Academy of Pharmacy
- 2013 Medaille der Fakultät für Biologie und Pharmazie der Universität Claude Bernard, Lyon
- 2023 Phoenix-Pharmazie-Wissenschaftspreis